# Stor moss-skål
Stor moss-skål (Neottiella rutilans) är en svampart som först beskrevs av Elias Fries, och fick sitt nu gällande namn av Dennis 1960. Stor moss-skål ingår i släktet Neottiella och familjen Pyronemataceae.  Arten är reproducerande i Sverige. Inga underarter finns listade i Catalogue of Life.

## Källor

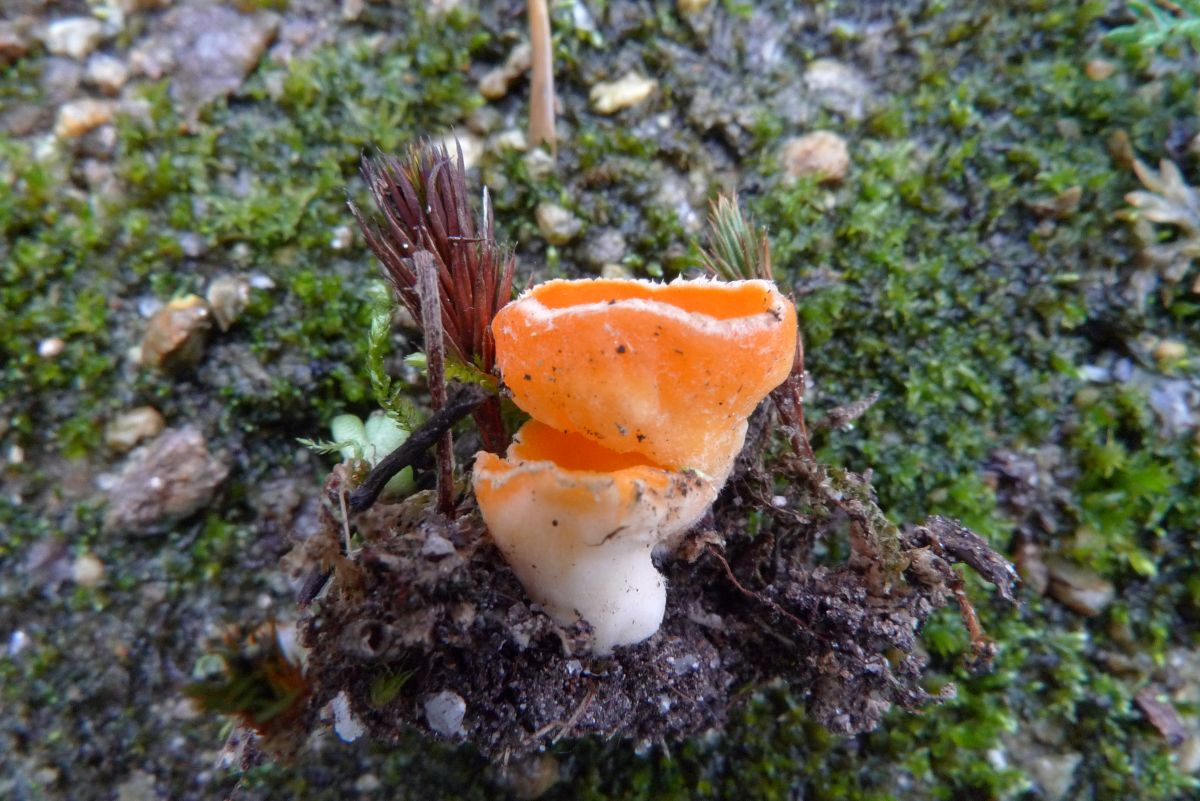
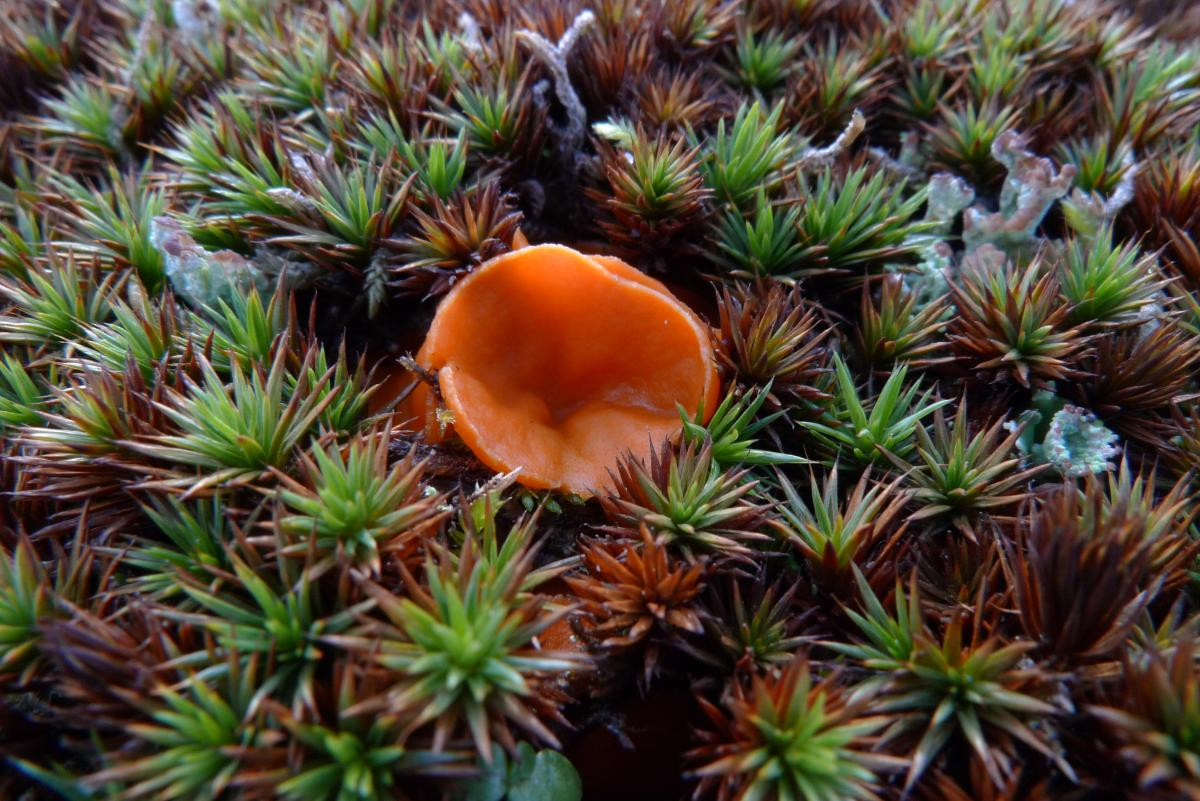